# Alun Morgan
Alun Morgan (Pontypridd, 24 de febrero de 1928 – 11 de noviembre de 2018) fue un crítico y escritor de jazz británico. 
Morgan se interesó en el jazz cuando era joven en la Segunda Guerra Mundial, donde Charlie Parker se convirtió en uno de sus grandes influencias en la década de los 40. Morgan comenzó a escribir sobre jazz a principios de los 50 para Melody Maker, Jazz Journal, Jazz Monthly y Gramophone y, durante 20 años desde 1969 tuvo una columna de jazz en el diario local de Kent. En su carrera, además, hizo los comentarios de más de 2.500 álbumes, sobre todo para Vogue Records. Desde 1954 contribuyó en programa especializados de la BBC Radio.
Morgan fue autor de diferentes libros de jazz moderno en Inglaterra y fue coautor de libros sobre grabaciones de jazz. Dio clases en la Guildhall School of Music and Drama y la Royal Academy of Music de Londres. 
Además, hasta 1991 compaginó su faceta de escritor y crítico con el arquitecto. Después de retirarse de su trabajo, Morgan emigró a Australia.

## Obras
- 1960:  Jazz On Record: A Critical Guide, con Charles Fox, Peter Gammond y Alexis Korner, Grey Arrow/Hutchinson

- 1968: Jazz on record: a critical guide to the first 50 years, con Albert McCarthy, Paul Oliver y Max Harrison, Londres: Hanover Books; Nueva York: Oak Publications

- 1975: Modern Jazz-The Essential Records, con Max Harrison, Ronald Atkins, Michael James y Jack Cooke, Aquarius Books

- 1977: Modern Jazz - A survey of developments since 1939, con Raymond Horricks, Londres, Gollancz, 1956; Westport, CT, Greenwood Publishing

- 1984: Count Basie, (Jazz Masters series), Spellmount Publishers

- 1998, 1995: The Gramophone Jazz Good CD Guide, with Keith Shadwick, Dave Gelly, Steve Voce y Brian Priestley, Gramophone Publications